# Comuna Șieu-Odorhei, Bistrița-Năsăud
Șieu-Odorhei (în maghiară: Sajóudvarhely, în germană: Dienesdorf) este o comună în județul Bistrița-Năsăud, Transilvania, România, formată din satele Agrișu de Jos, Agrișu de Sus, Bretea, Coasta, Cristur-Șieu, Șieu-Odorhei (reședința) și Șirioara.
Poziționarea geografică a comunei și accesul facil a făcut din Șieu-Odorhei un punct strategic de dezvoltare a agriculturii pentru întreaga zonă de sud a județului Bistrița-Năsăud care a atras un număr mare de specialiști și tehnică agricolă. O dată cu schimbările din punct de vedere politic și administrativ din anul 1989 și tranziția la o economie de piață a făcut ca pe teritoriul acestei comune să se dezvolte mici agricultori.

## Demografie
Componența etnică a comunei Șieu-Odorhei
     Români (88,19%)
     Maghiari (4,82%)
     Alte etnii (0,14%)
     Necunoscută (6,85%)
Componența confesională a comunei Șieu-Odorhei
     Ortodocși (79,81%)
     Penticostali (5,77%)
     Reformați (4,73%)
     Greco-catolici (1,4%)
     Alte religii (0,99%)
     Necunoscută (7,3%)
Conform recensământului efectuat în 2021, populația comunei Șieu-Odorhei se ridică la 2.219 locuitori, în scădere față de recensământul anterior din 2011, când fuseseră înregistrați 2.262 de locuitori. Majoritatea locuitorilor sunt români (88,19%), cu o minoritate de maghiari (4,82%), iar pentru 6,85% nu se cunoaște apartenența etnică. Din punct de vedere confesional, majoritatea locuitorilor sunt ortodocși (79,81%), cu minorități de penticostali (5,77%), reformați (4,73%) și greco-catolici (1,4%), iar pentru 7,3% nu se cunoaște apartenența confesională.

## Politică și administrație
Comuna Șieu-Odorhei este administrată de un primar și un consiliu local compus din 11 consilieri. Primarul, Sorin-Ioan Sfintean[*], de la Partidul Social Democrat, este în funcție din 2012. Începând cu alegerile locale din 2024, consiliul local are următoarea componență pe partide politice:
|  | Partid                                 | Consilieri | Componența Consiliului | Componența Consiliului | Componența Consiliului | Componența Consiliului |
|  | -------------------------------------- | ---------- | ---------------------- | ---------------------- | ---------------------- | ---------------------- |
|  | Partidul Social Democrat               | 4          |                        |                        |                        |                        |
|  | Alianța pentru Unirea Românilor        | 2          |                        |                        |                        |                        |
|  | Partidul Național Liberal              | 1          |                        |                        |                        |                        |
|  | Partidul Ecologist Român               | 1          |                        |                        |                        |                        |
|  | Uniunea Salvați România                | 1          |                        |                        |                        |                        |
|  | Uniunea Democrată Maghiară din România | 1          |                        |                        |                        |                        |
|  | Partidul Mișcarea Populară             | 1          |                        |                        |                        |                        |

## Atracții turistice
- Biserica reformat-calvină din satul Șieu-Odorhei, construcție secolul al XIII-lea
- Biserica reformată din satul Șirioara, construcție secolul al XV-lea
- Monumentul Eroilor din satul Coasta
- Castelul Bethlen din satul Cristur-Șieu, construcție secolul al XVII-lea
- Monumentul Eroilor din Cristur-Șieu
- Muzeul satului din Șieu-Odorhei
- Valea Șieului
- Castelul fricsi Fekete-Bethlen din satul Șieu-Odorhei, construcție 1812

## Vezi și
- Biserica reformată din Șieu-Odorhei
- Biserica reformată din Șirioara
- Șieu - Budac (sit de importanță comunitară)

## Imagini

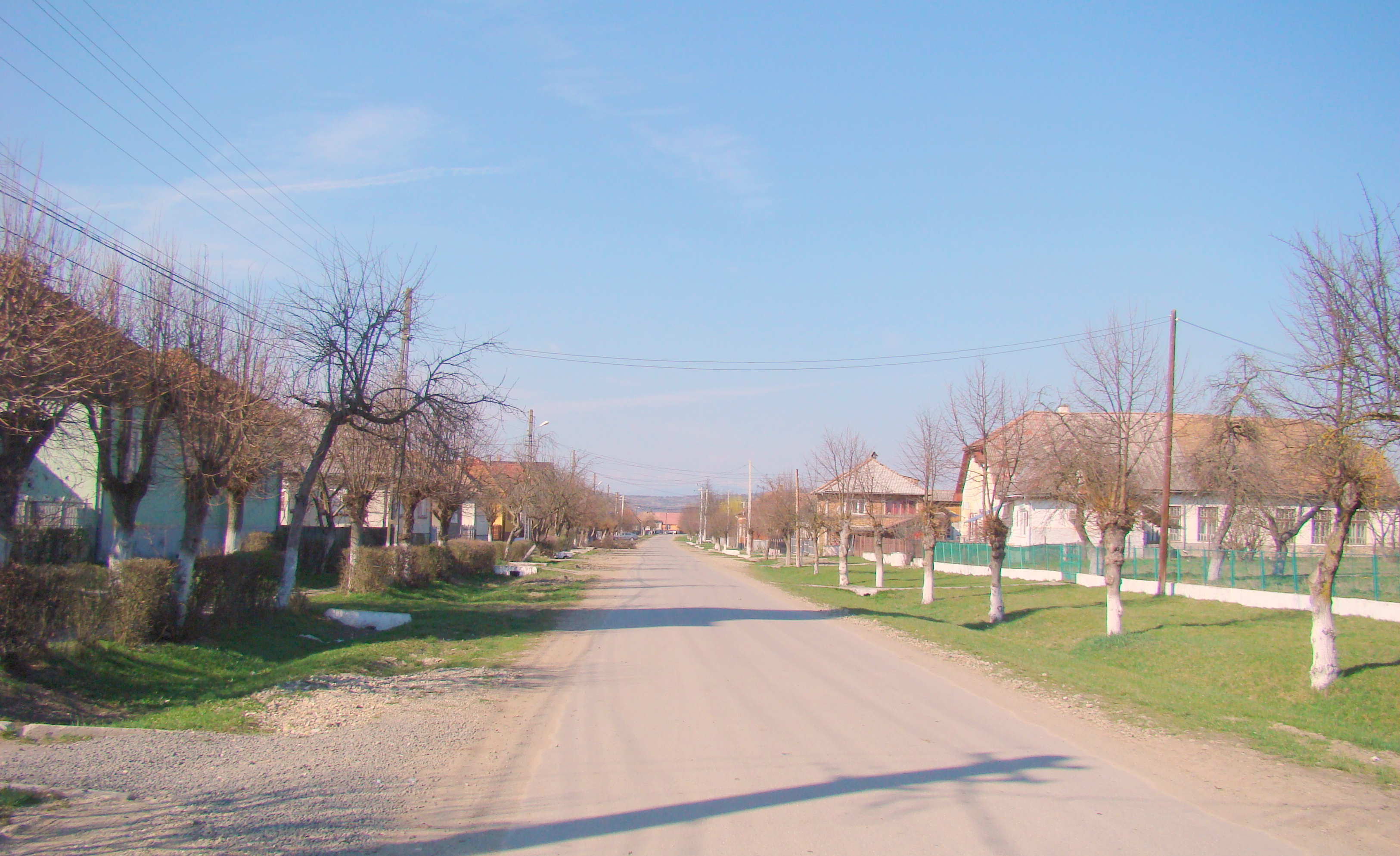
Satul Șieu-Odorhei
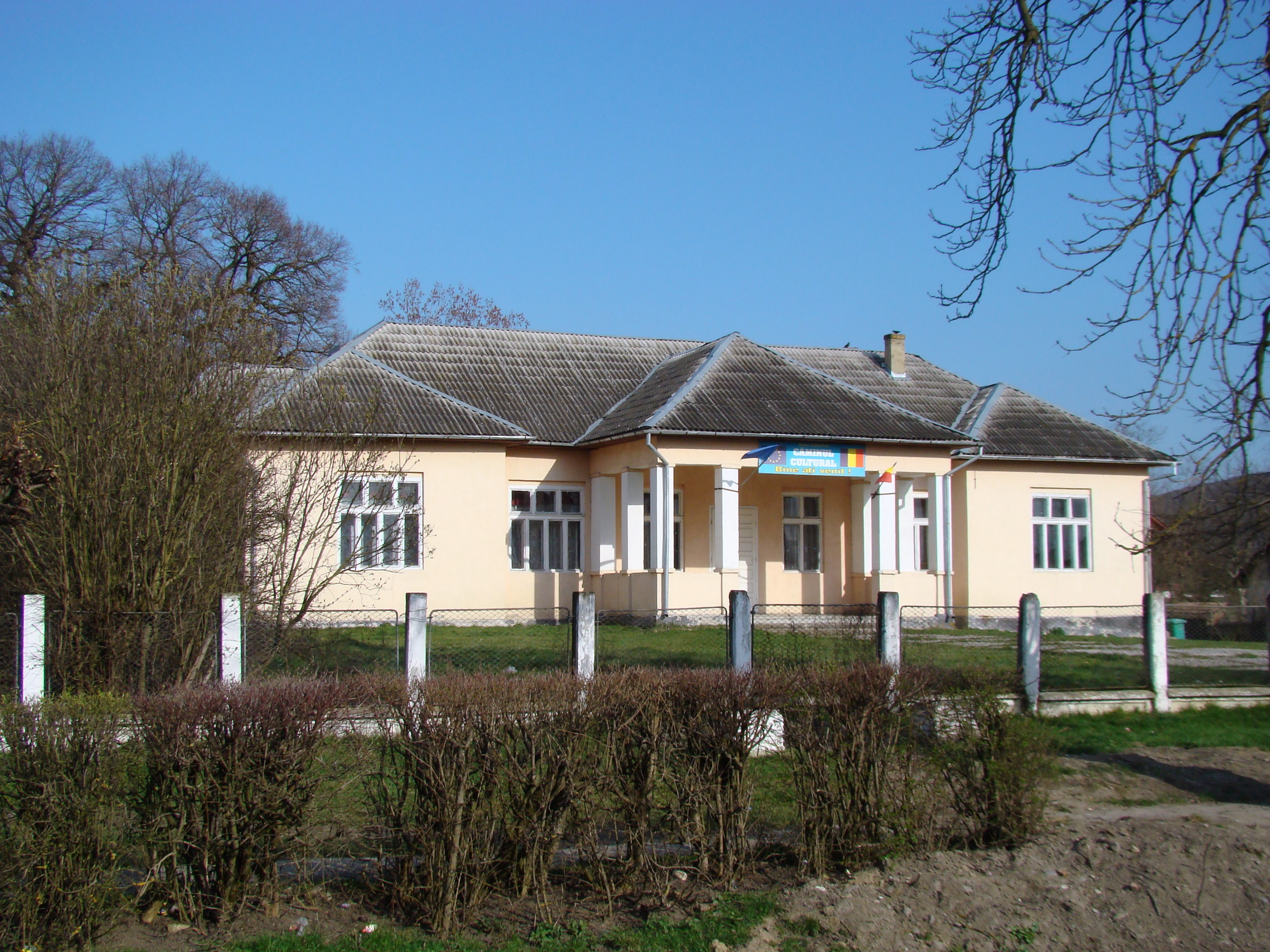
Căminul cultural
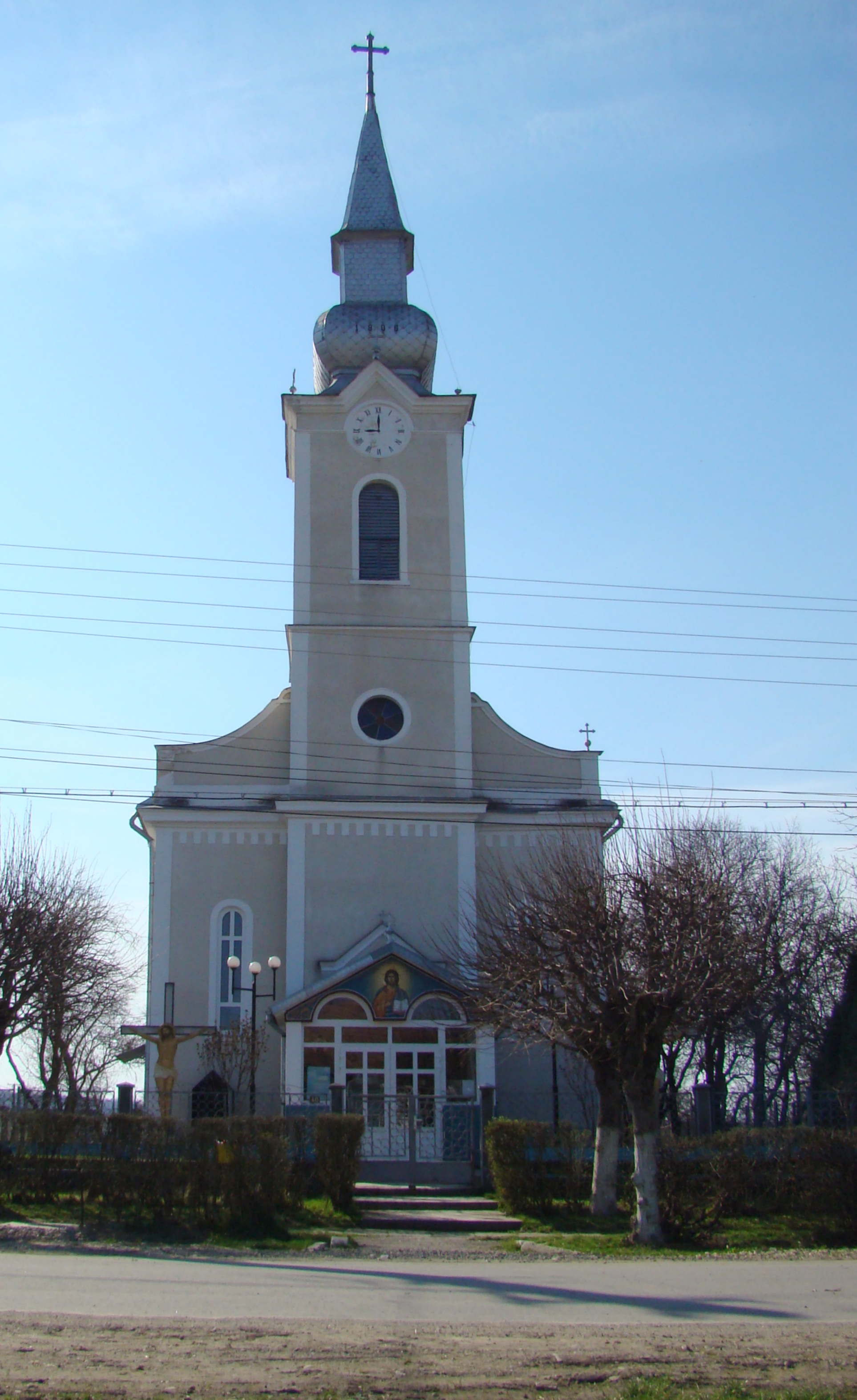
Biserica ortodoxă
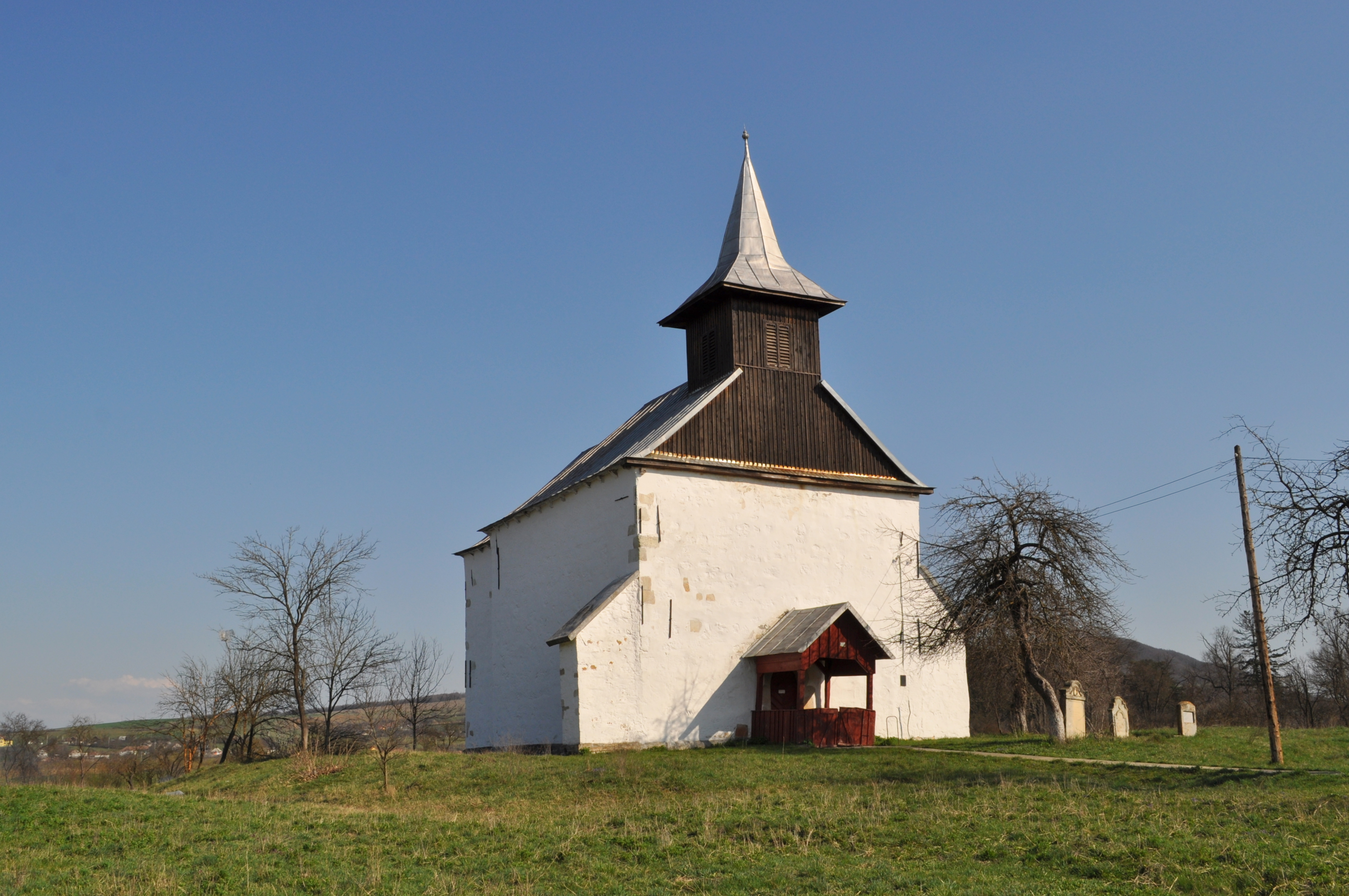
Biserica reformată (monument istoric)
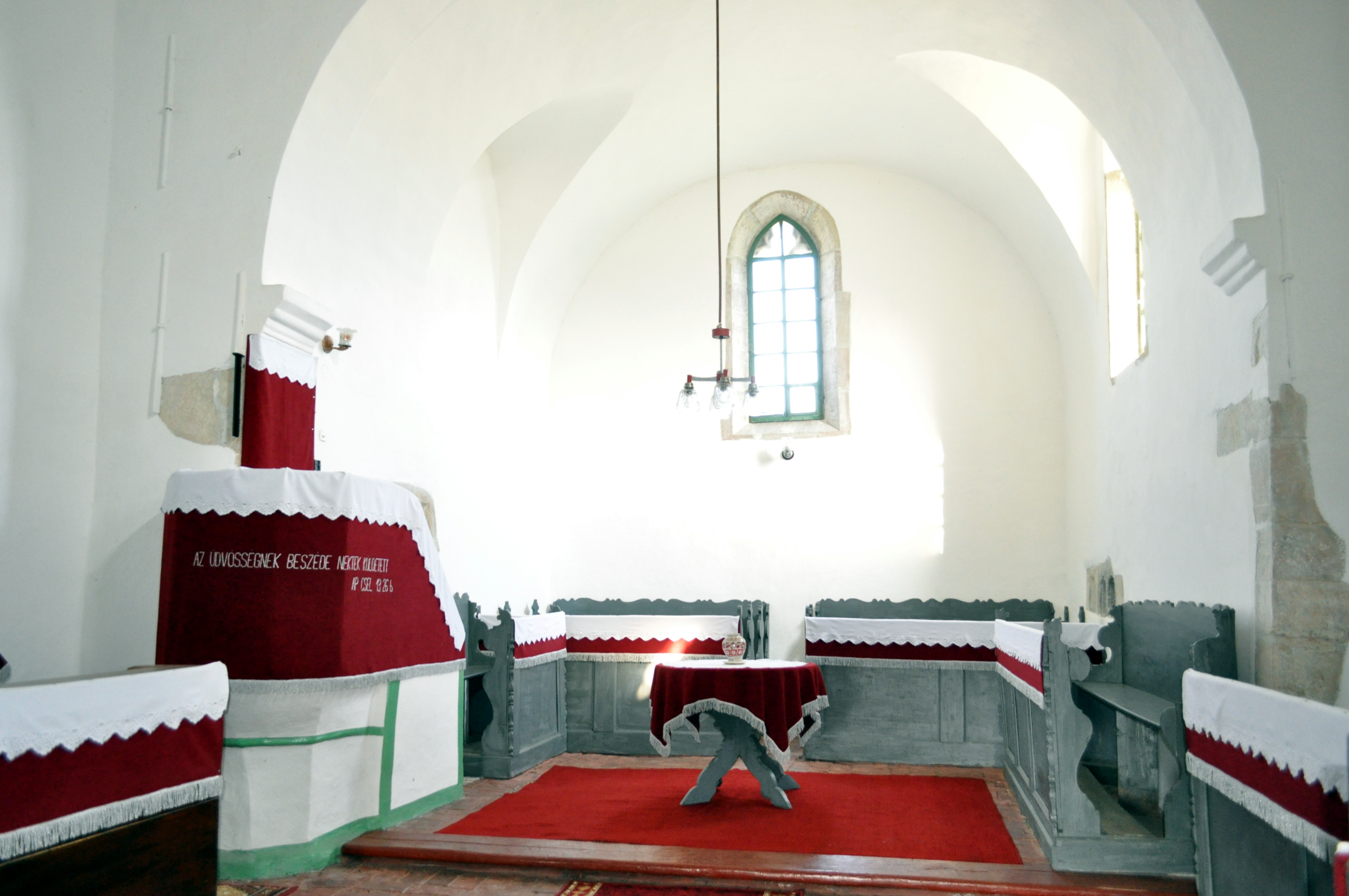
Biserica reformată (interiorul)
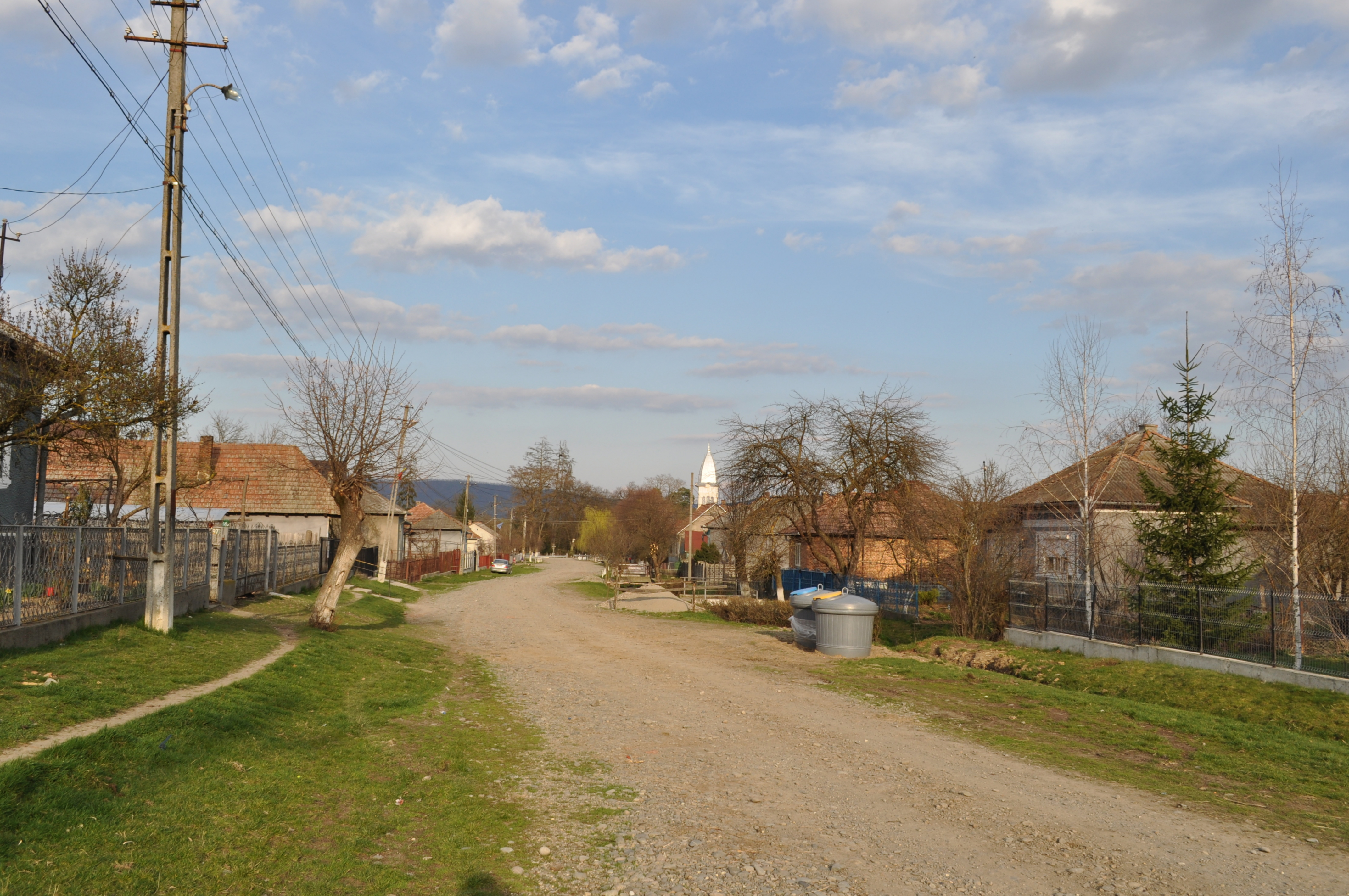
Satul Șirioara
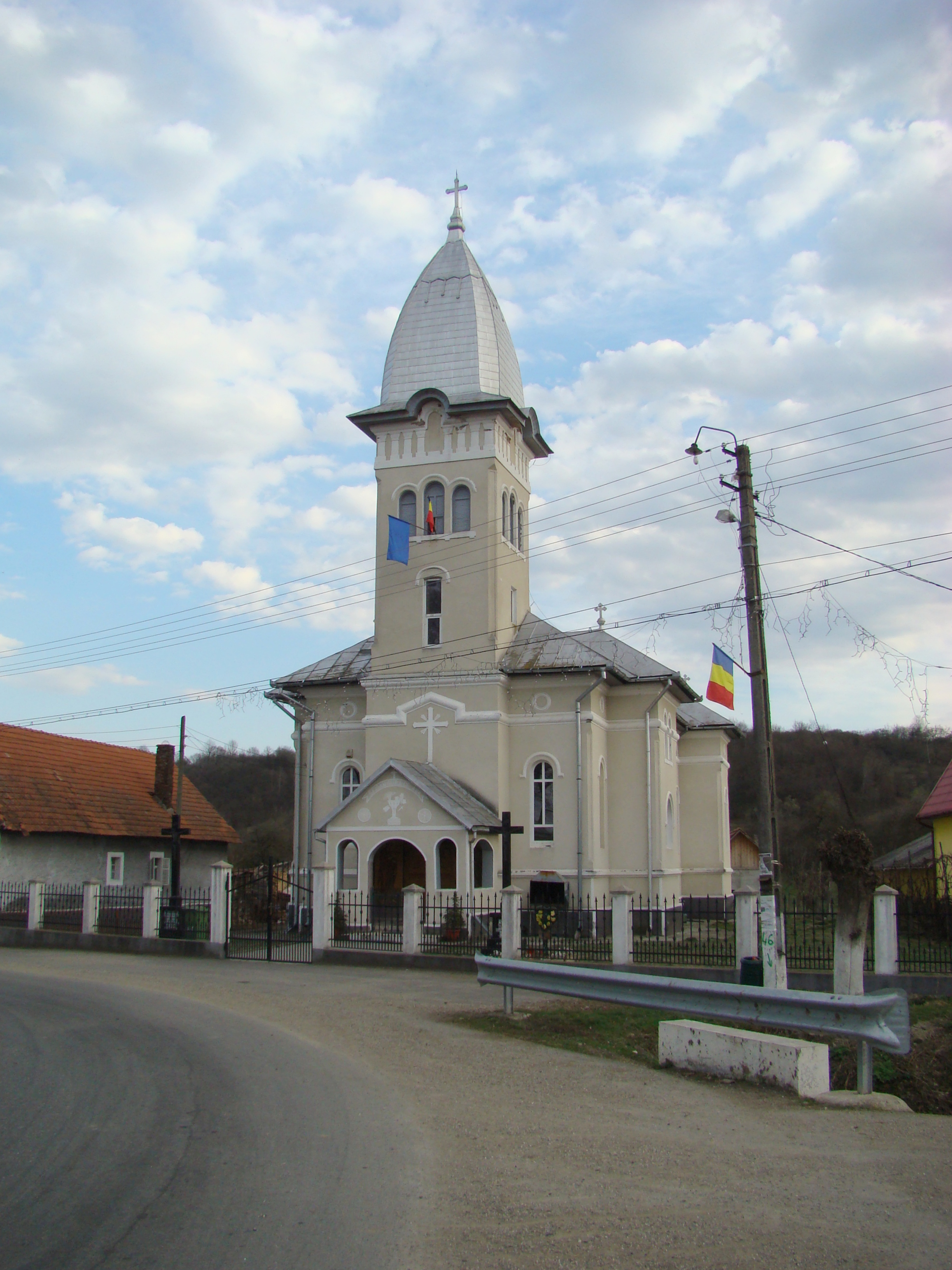
Biserica ortodoxă din Șirioara
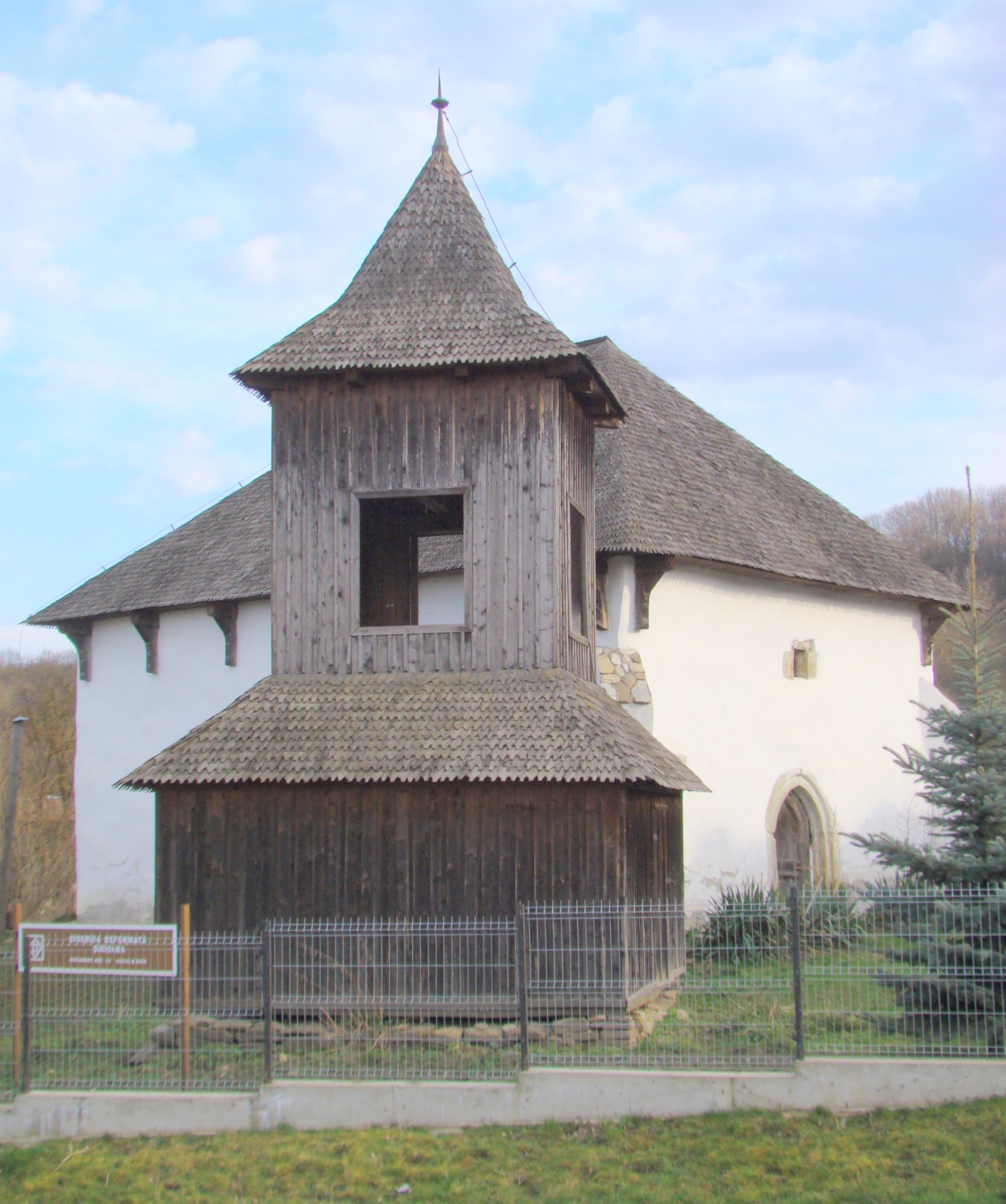
Biserica reformată (monument istoric)
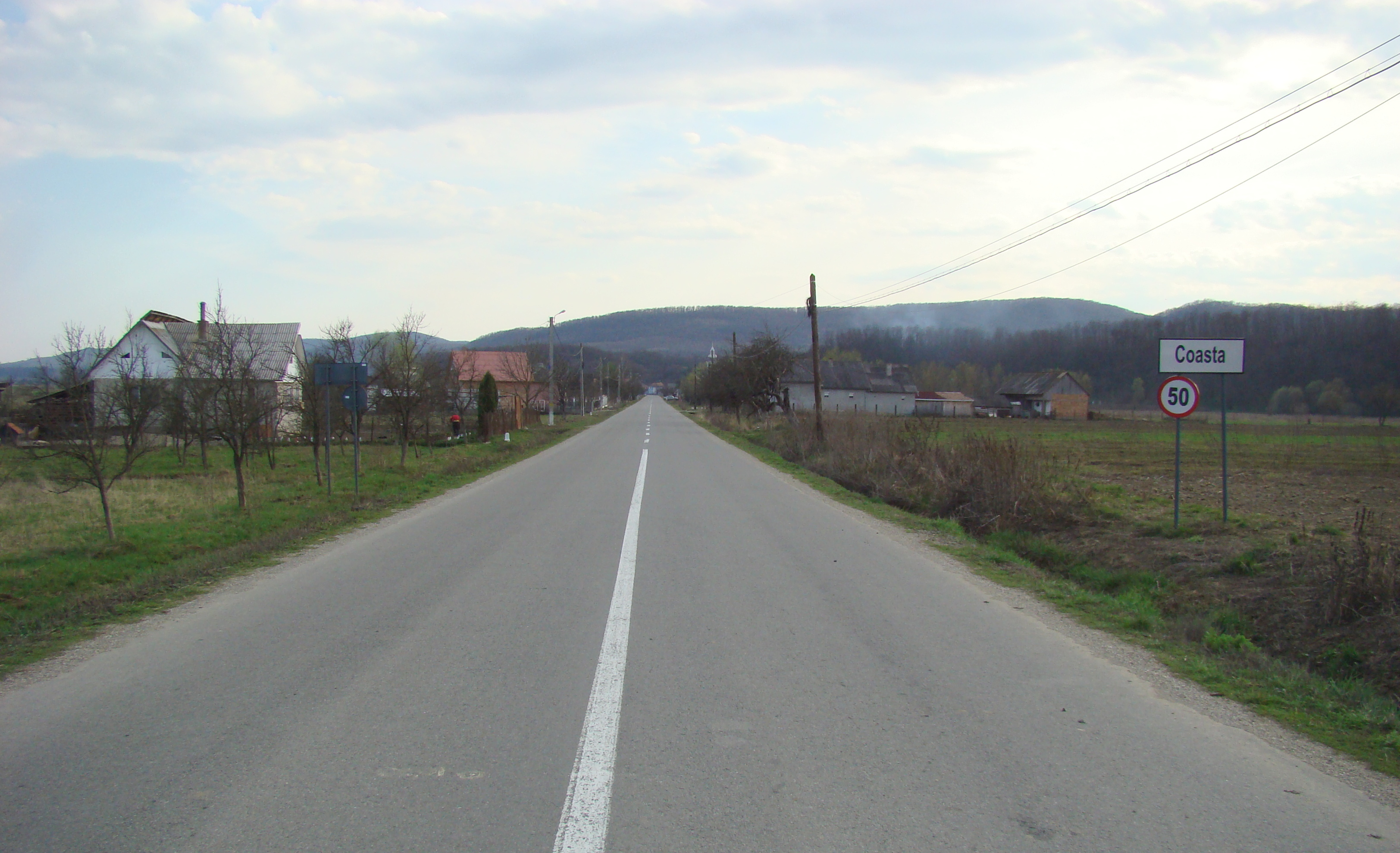
Satul Coasta
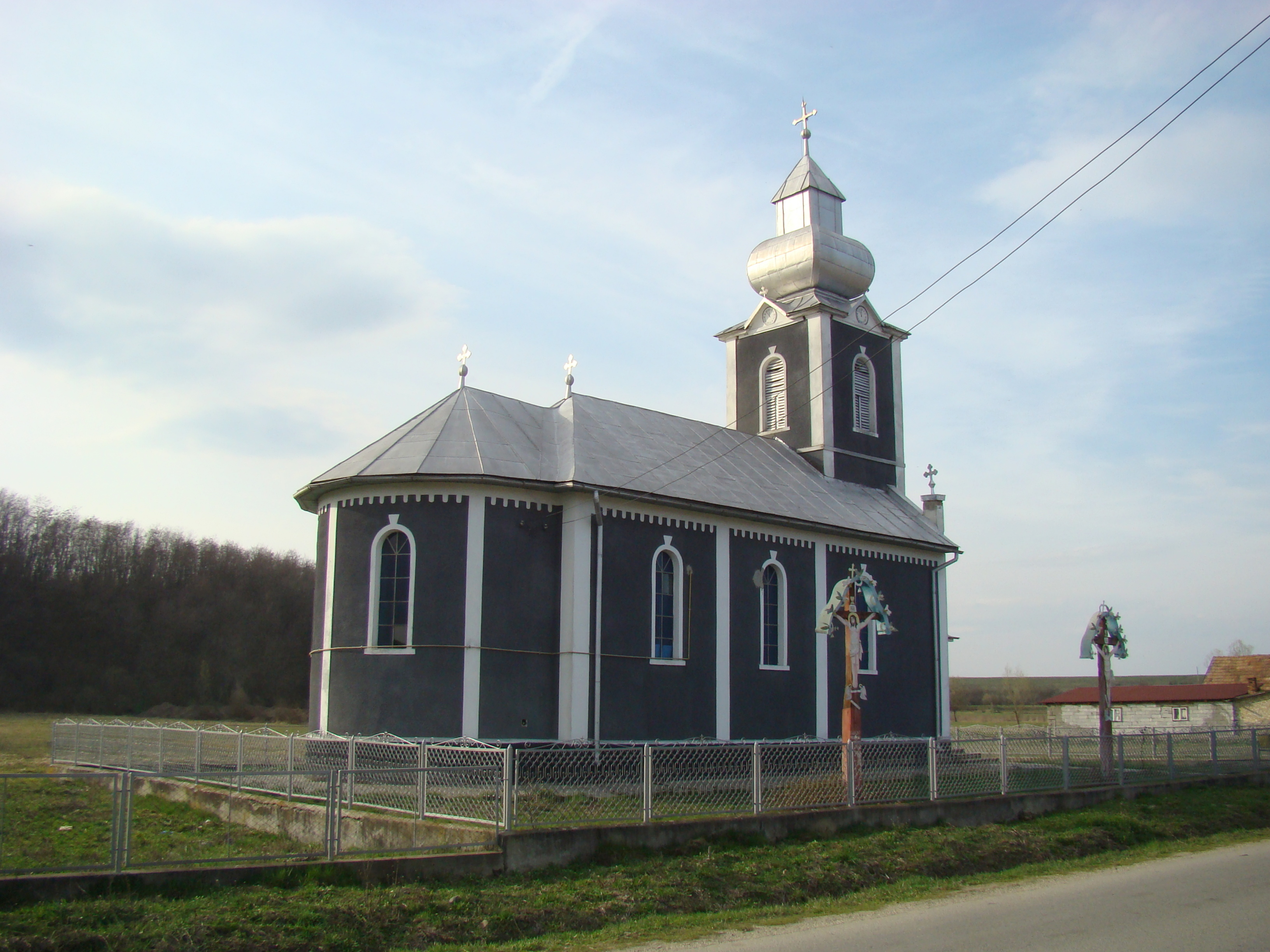
Biserica